# Divné století
Divné století (1996) je sedmé album Jaromíra Nohavici. Je to jeho první album, které nahrál s řadou hostů a s kapelovými aranžemi. Ty z větší části vytvořil Vít Sázavský, některé jsou dílem Karla Plíhala a Radka Pastrňáka. Je to také první album, kde nahrál některé písně s heligonkou (Danse macabre, Až to se mnu sekne).
Autorem všech písní je Jaromír Nohavica, kromě Až to se mnu sekne, kterou složil spolu s Pavlem Dobešem.
Po vydání desky Nohavica vyjel na turné s Kapelou, záznam z koncertu vyšel v roce 1998 na CD Koncert. Z Kapely pak vznikla skupina Neřež.
Písničky z alba s klavírním výtahem vyšly ve zpěvníku Divné století, který v roce 2000 vydalo nakladatelství G + W.

## Seznam písní
1. Divocí koně – 3:25
2. Těšínská – 3:04
3. Stodoly – 2:34
4. Petěrburg – 3:06
5. Planu – 3:40
6. Sarajevo – 2:42
7. Novorozeně – 2:30
8. Danse macabre – 3:38
9. Zatanči – 1:49
10. Potulní kejklíři – 4:03
11. Starý muž – 2:17
12. Ještě mi scházíš – 2:08
13. Litanie u konce století – 3:54
14. Před dveřmi – 3:39
15. Podzemní prameny – 2:12
16. Až to se mnu sekne – 3:20

V původním širším výběru písní byly také Ženy, které pak Jaromír Nohavica nazpíval na první desku skupiny Neřež (Neřež, 1998) a v upravené (zkrácené) verzi i na Babylon (2003). Při práci ve studiu uvažovali i o zařazení Jdou po mně jdou, která však vyšla až na CD Koncert (1998).

## Účinkují
- Jaromír Nohavica – zpěv (1–16), akustická kytara (2–4, 6, 9, 10, 12, 15), sedmistrunná akustická kytara MN (1, 6, 11), Heligonka (8, 16)
- hosté:
  - Vít Sázavský – sbor (1, 3, 4, 6, 13), housle (2), velký buben (8), akustická kytara (9), tleskání (9), zvony (13), kroky (13), lahev (15); aranžmá (1–3, 5–9, 12, 13, 16)
  - Karel Plíhal – mandolína (4, 10), akustická kytara sólo (4), akustické kytary (9); aranžmá (4, 10, 15)
  - Radek Pastrňák – elektrická kytara (11, 14), sbor (11); aranžmá (11, 14)
  - Jana Feriová – sbor (1, 6, 8, 13)
  - Petr Freund – klávesové nástroje (4, 10), sbor (4)
  - Miroslav Klus – sbor (4, 13)
  - Jaromír Nohavica st. – housle sólo (2)
  - Milan Nytra – klávesové nástroje (11, 14), harmonium (7)
  - Pavel Plánka – bicí (2, 8, 11, 14), congas (1), triangl (2), maracas (2), xaxixi (5), vodní klacek (5), bongo (6), pandeiro (9), tamburína (9), Frame Drum (10), Udu drum (15)
  - Pavel Polášek – šalmaj (2), hoboj (6)
  - Ája Suková – sbor (1, 6, 8, 13)
  - Miroslav Surka – křdlovka (3), trubka (5)
  - Petr Vavřík – basová kytara (2, 5, 11, 14)
  - Zdeněk Vřešťál – sbor (1, 3, 4, 6)

## Ocenění
Album je obecně považováno za nejlepší Nohavicovo album (někdy spolu s Mikymauzoleem). Získalo Anděla v kategorii „album roku“. V anketě časopis Rock a pop o „desku desek deváté dekády“ se v novinářské anketě umístilo na pátém, v čtenářské pak na druhém místě.

## Reedice
Album vyšlo v reedici v roce 1998 v rámci 3× Jarek Nohavica a v roce 2007 v podobném Boxu 4 CD.

## Divné století v televizi
Česká televize natočila v roce 1996 v brněnském studiu 28minutový film Divné století, který obsahuje klipy většiny písniček z alba prokládané mluvenými vstupy Jaromíra Nohavici. V klipech, které jsou pojaté jako hospodské hraní v první polovině 20. století, účinkují všichni, kteří nahrávali album, kromě Miroslava Kluse. Film režíroval Vojtěch Fatka.

### Seznam písniček filmu
1. Těšínská
2. Stodoly
3. Petěrburg
4. Sarajevo
5. Novorozeně
6. Zatanči
7. Starý muž
8. Podzemní prameny
9. Až to se mnu sekne